# 清静
清静，為道教人士修持和處世的基本信念，其含義為清心寡欲，無為和靜。《太上老君說常清靜經》中認為，人當效法大道清靜本性，遣欲澄心，實現「內觀其心，心無其心；外觀其形，形無其形；遠觀其物，物無其物，三者既悟，唯見於空」的常寂真靜境界，契入真道。

## 概念演變
諸子百家時期，道家老子就重清靜之說，如「清靜為天下正」、「我好靜而民自正」（《道德經‧五十七章》），以之為身心修養和治國安民的基本法則。
道教繼承並發展老子的學說， 認為「清靜」是大道本性，人若效法道，做到清靜無為，則道自來居。
道教早期經典《老子想爾注》說「道常無欲樂清靜，故令天地常止」「人法天地，故不得躁入，常清靜為務」。主張人法天地，須常摒除欲望雜念，清心靜處，「真思志道」，就會修得「至真之道」。
《無上秘要》卷六十五《虛靖品》以「虛、無、清、靜、微、寡、柔、弱、卑、損、時、和、嗇」為十三混沌，作為養生、處世的方法和準則。其中釋義清靜為：「專精積神，不與物雜，謂之清」「反（返）神服氣，安而不動，謂之靜」，《雲笈七籤》亦引用此說。
唐代道書《坐忘論》主張，修道必須收心，而收心關鍵在於「守靜去欲」，云：「心為道之器宇，虛靜至極，則道居而慧生」；「靜則生慧， 動則生昏」。 即是修道之人只有內心虛壹而靜，才能產生悟知大道的智慧，自然與道相合；若內心躁動不安，心神外馳， 追求物欲， 即會「以智害恬，為子傷本，雖聘一時之俊，終虧萬代之業」。
唐宋以後，道教內丹學說逐漸流行，又將之作為煉養金丹的原則及法則。如《真仙直指語錄》當中，全真教道士馬鈺云：「清靜者，清謂清其心源，靜謂靜其氣海。心源清則外物不能撓，性定而神明；氣海靜則邪欲不能作，精全而腹實」。
道書或作清「淨」，與「清靜」略有小別。《道教義樞》：「慧心明鑑，謂之清；智體無疵，故稱淨。《本際經》云：無染無穢，是名清淨」。

## 現代學說
近代著名道教學者陳攖寧， 主張“靜功煉養”， 提出靜功重在“靜”，氣功重在“氣”，著有《靜功淺說》。